# Município de Keene (condado de Coshocton, Ohio)
O município de Keene (em inglês: Keene Township) é um município localizado no condado de Coshocton no estado estadounidense de Ohio. No ano de 2010 tinha uma população de 1.690 habitantes e uma densidade populacional de 27,22 pessoas por km².

## Geografia
O município de Keene encontra-se localizado nas coordenadas 40° 20′ 03″ N, 81° 51′ 10″ O. Segundo a Departamento do Censo dos Estados Unidos, o município tem uma superfície total de 62.09 km², da qual 61,95 km² correspondem a terra firme e (0,23 %) 0,15 km² é água.

## Demografia
Segundo o censo de 2010, tinha 1.690 habitantes residindo no município de Keene. A densidade populacional era de 27,22 hab./km². Dos 1.690 habitantes, o município de Keene estava composto pelo 98,58 % brancos, o 0,71 % eram afroamericanos, o 0,12 % eram amerindios, o 0,24 % eram asiáticos, o 0,06 % eram de outras raças e o 0,3 % eram de uma mistura de raças. Do total da população o 0,24 % eram hispanos ou latinos de qualquer raça.